# Mark Proctor
Pour les articles homonymes, voir Proctor.
Mark Proctor est un footballeur et un entraîneur anglais, né le 30 janvier 1961, à Middlesbrough (comté du Yorkshire du Nord, en Angleterre). Il jouait au poste de milieu de terrain gauche. Il a fait la totalité de sa carrière de joueur en Angleterre avec une escapade en Écosse, et sa carrière d'entraîneur s'est déroulée uniquement en Écosse.

## Carrière de joueur

### Carrière en club
La carrière de Mark Proctor s'est déroulée principalement dans son club d'origine, le Middlesbrough FC où il joua au cours de deux périodes, en 1978-81 et en 1989-93. Mais il a aussi connu d'autres clubs anglais principalement Sunderland et Nottingham Forest.
Sa fin de carrière le vit fréquenter l'équipe des Tranmere Rovers et faire une escapade en Écosse au sein de St. Johnstone avant de revenir terminer son parcours en Angleterre à Hartlepool United.

### Carrière internationale
Mark Proctor était sélectionnable pour l'Angleterre mais n'a pas connu de sélection internationale. 

### Palmarès
- Finaliste de la Zenith Data Systems Cup en 1989-90 avec Middlesbrough

## Carrière d'entraîneur
Mark Proctor a tout d'abord entraîné l'équipe de jeunes de son club d'origine, Middlesbrough avant de s'occuper de l'équipe réserve. Il a ensuite été entraîneur assistant à Darlington avant de retourner une seconde fois en Écosse (après son passage en tant que joueur à St. Johnstone) en devenant entraîneur assistant à Hibernian. Il a été l'entraîneur intérimaire de l'équipe pour deux matches entre le départ de Tony Mowbray et l'arrivée de John Collins. Il a battu Dunfermline Athletic 4-0 et perdu 2-1 contre Aberdeen.
Le 23 mai 2007, il fut nommé entraîneur de Livingston où il resta jusqu'à son renvoi le 3 juin 2008.
Depuis le 15 septembre 2008, il est retourné à son club de cœur, Middlesbrough, où il s'occupe des moins de 18 ans.